# Stefano Massini
Stefano Massini, né le 22 septembre 1975 à Florence, est un écrivain et dramaturge italien. 

## Biographie

### Formation
Diplômé en littérature ancienne à l'Université de Florence, Stefano Massini commence à fréquenter, à l'âge de 24 ans, l'environnement théâtral pendant son service civil, en collaborant au Maggio Musicale Fiorentino.
En 2001, il est assistant bénévole de Luca Ronconi au Piccolo Teatro di Milano, lequel l'encourage à se consacrer à l'écriture de textes. Il commence à travailler dans l’écriture scénique et depuis 2005, il est dramaturge. Il a notamment remporté le prix Tondelli pour L'odore assordante del bianco.

### Carrière
À partir des événements qui ont suivi la crise économique de 2008, entre 2009 et 2012, Stefano Massini écrit Chapitres de la chute. Saga des Lehman Brothers (it), traduit en 15 langues, représenté sur les scènes du monde et joué de Broadway au West End de Londres.
En Italie, la pièce est présentée pour la première fois en 2015 dans une version longue de Luca Ronconi, remportant de nombreux prix, dont deux Ubu Awards.
En 2018, la version de Sam Mendes pour le Royal National Theatre est au programme du Piccadilly Theatre,, de Londres.
En 2014, 7 minuti. Consiglio di fabbrica est publié par Einaudi dans la série théâtrale adaptée par Michele Placido au cinéma en 2016 sous le titre 7 minuti.
Début mai 2015, il est nommé consultant artistique du Piccolo Teatro de Milan, remplaçant Luca Ronconi. Il quitte cette fonction en 2020.
Depuis 2015, il est, en tant qu'auteur, publié par les éditions Mondadori, où sort, en 2016, son roman Qualcosa sui Lehman, une version intégrale de l'œuvre dramatique. En 2017, le livre remporte en Italie les prix Mondello, Campiello, Vittorio De Sica, Giusti et Fiesole.
En France la traduction (Les Frères Lehman), parue en 2018 aux éditions du Globe, reçoit le prix Médicis essai et le prix du Meilleur Livre étranger.

## Productions théâtrales
- Memorie del boia, 2003[13]
- La fine di Shavuoth, 2004
- L'odore assordante del bianco, 2005
- Processo a Dio, 2005
- Trittico delle gabbie[14]
- Figlia di notaio, 2005
- Zona d'ombra, 2006
- Versione dei fatti, 2008
- L'alba a mezzanotte, 2006[15]
- Donna non rieducabile memorandum teatrale su Anna Politkovskaja, 2007[16] ; traduction française Femme non-rééducable, Mémorandum théâtral sur Anna Politkovskaïa parue en 2010 chez L'Arche
- La commedia di Candido, 2008[17]
- Frankenstein, ossia il Prometeo moderno, 2008[18]
- Enigma 2009, 2015
- L'Italia s'è desta 2009-2010
- Lehman Trilogy, 2009-2012[19] ; traduction française Chapitres de la chute. Saga des Lehman Brothers parue en 2013 chez L'Arche
- Lo schifo. Omicidio non casuale di Ilaria Alpi nella nostra ventunesima regione, 2010
- Credoinunsolodio, 2011 ; traduction française O-dieux parue en 2017 chez L'Arche
- Balkan Burger, 2011-2012
- 7 minuti (consiglio di fabbrica)[20] 2013 ; traduction française 7 minutes - comité d'usine parue en 2018 chez L'Arche
- L'ora di ricevimento, 2016
- Point d’interrogation, 2016
- Louise e Renée, librement adapté de Memorie di due giovani spose de Balzac, 2016
- Il Vangelo secondo Judah, 2017
- Occident express, 2017
- L’ultimo Decamerone, 2017
- Cuore di cane, version théâtrale librement adaptée du roman de Mikhaïl Boulgakov, 2018

## Œuvres
- Dialoghi prima dell'alba. Quattro testi teatrali sulla pena capitale, Florence, Vallecchi, 2004
- Una quadrilogia. L'odore assordante del bianco, Processo a Dio, Memorie del boia, La fine di Shavuoth, Edizioni Ubulibri, 2006.  (ISBN 978-88-77482-78-5) ; Einaudi, Turin, 2017  (ISBN 978-88-062-3417-1)
- Donna non rieducabile. Memorandum teatrale su Anna Politkovskaja , Edizioni Ubulibri, 2007  (ISBN 978-88-77483-01-0)
- Anna Politkovskaja, préface de Furio Colombo, préface de Elena Dundovich, accluso DVD, Edizioni Promomusic, 2009,  (ISBN 978-88-902950-8-9)
- Trittico delle Gabbie. La gabbia (figlia di notaio), Zone d'ombra, Versione dei fatti, Edizioni Ubulibri, 2009  (ISBN 978-88-77483-14-0)
- Io non taccio. Prediche di Girolamo Savonarola , avec Don Andrea Gallo, introduzione di Riccardo Bruscagli, accluso DVD, Edizioni Promomusic, 2011  (ISBN 978-88-96809-07-5)
- Lo Schifo. Omicidio non casuale di Ilaria Alpi nella nostra ventunesima regione, prefazione di Walter Veltroni, postfazione di Mariangela Gritta Grainer, Edizioni Promomusic, 2012  (ISBN 978-88-96-809129)
- Quattro storie. Balkan Burger, credoinunsolodio, Processo a Dio, La fine di Shavuoth, prefazione di Gianandrea Piccioli, scritti introduttivi di Gioele Dix, Andrea Nanni, Moni Ovadia, Ottavia Piccolo, Titivillus, 2013  (ISBN 978-88-7218-362-5)
- Lehman Trilogy, préface de Luca Ronconi, Collezione di teatro, Einaudi, Turin, 2014  (ISBN 978-88-062-1633-7)[21]
- 7 minuti. Consiglio di fabbrica, Collezione di teatro, Einaudi, Turin, 2015  (ISBN 978-88-062-2450-9)
- Lavoro, Collana Parole controtempo, Bologne, II Mulino, 2016
- Qualcosa sui Lehman, Collana Scrittori italiani e stranieri, Milan, Mondadori, 2016
- Un Quaderno Rosa, Il Dondolo, 2017
- L'interpretatore dei sogni, Collana Scrittori italiani e Stranieri, Milan, Mondadori, 2017
- 55 giorni. L'Italia senza Moro, Bologna, II Mulino, 2018
- Dizionario inesistente, Collana Scrittori italiani e stranieri, Milan, Mondadori, 2018
- Ladies Football Club, Milan Mondadori, 2019

## Prix et récompenses
- 2004 : Premio Flaiano catégorie « auteur de théâtre »[22]
- 2005 : Premio Riccione “Pier Vittorio Tondelli” pour L'odore assordante del bianco[23]
- 2013 : Premio Speciale Ubu pour l'ensemble de l'œuvre dramatique[24]
- 2015 : Premio Ubu pour Lehman Trilogy[25]
- 2016 : Premio Fiesole pour Qualcosa sui Lehman[26]
- 2017 : Premio Campiello - Selezione Giuria dei Letterati pour Qualcosa sui Lehman[27]
- 2017 : Premio letterario internazionale Mondello pour Qualcosa sui Lehman[28]
- 2017 : Premio Vittorio De Sica pour la littérature[29]
- 2017 : Premio Giusti pour la satire pour Qualcosa sui Lehman[30]
- 2018 : Prix Médicis essai pour Les Frères Lehman[31]
- 2018 : Prix du Meilleur Livre étranger pour Les Frères Lehman[31]

### Entretiens
- Stefano Massini : « Je suis un mot et le théâtre est le dernier rite laïc », entretien de Beppe Severgnini dans le Corriere della sera
- Stefano Massini : « La littérature ne devrait jamais être une forme de complaisance »